# NGC 7451
NGC 7451 is een balkspiraalstelsel in het sterrenbeeld Pegasus. Het hemelobject werd op 7 december 1865 ontdekt door de Russische astronoom Otto Wilhelm von Struve.

## Synoniemen
- UGC 12299
- MCG 1-58-20
- ZWG 405.22
- KARA 1002
- IRAS 22581+0811
- PGC 70245